# 象经
《象经》，又稱《三局象經》，公元569年，由北周武帝宇文邕與底下臣子替他所發明的北周象戲所編寫，並由王褒作序《象戲經序》、庾信作《进象经赋表》、《象戲賦》，现在也只保留此三篇。

## 象戲經序
一曰天文，以觀其象天，日月星是也。二曰地理，以法其形地，水火木金土是也。三曰陰陽，以順其本，陽數為先本于天，陰數為後本於地是也。四曰時令，以正其序，東方之色青，其餘三色，例皆如之是也。五曰算數，以通其變，俯仰則為天地日月星，變通則為水火木金土是也。六曰律呂，以宣其氣，左子取未，右午取丑是也。七曰八卦以定其位，至震取兌，至離取坎是也。八曰忠孝，以敦其典，出則盡忠，入則盡孝是也。九曰君臣，以定其禮，不可以貴淩賤，直而為曲，不可以卑褻尊，隱而無犯是也。十曰文武，以率其務，武論七德，文表四教是也。十一曰禮儀，以制其則，民豐不驕，為下盡敬，進退有度，□□可法是也。十二曰觀德，以考其行，定而後求，義而後取，時然後言，樂然後笑是也。或升進以報德，義在遷善；或黜退以貶過，事在懲惡，或以沈審為貴，正其瞻視，或以徇齊為功，明其糾察，得失表於隆替，在賤畢申，怠敬彰於勸沮，處尊思屈。片善崇於拱璧，一言逾于華袞。

## 進象經賦表
臣某言：臣伏读圣制象经，并观象戏，私心踊跃，不胜忭舞。伏以性与天道，本绝寻求。直以悬诸日月，遂获瞻仰。九州既奠，近对河图；四辙中绳，全观玉策。未飞玄鹤，先闻金石之声；不上赤城，独见烟霞之气。置管而测，光景愈高；沈玉而观，渊泉益远。寝不自涯，课虚为赋，词非寥亮，学无雕刻。遂敢陈述，诚为厚颜。况复日之远近，本非童子所问；天之浑盖，岂是书生所谈。冒用奏闻，伏增流汗之至。

## 象戲賦
观夫造作权舆，皇王厥初，法凝阴于厚德，仰冲气于清虚，于是绿简既开，丹局真正，理洞研几，原穷作圣。若叩洪钟，如悬明镜。白凤遥临，黄云高映。可以变俗移风，可以莅官行政。是以局取诸乾，仍图上玄，月轮新满，日晕初圆。模羽林之华盖，写明堂之璧泉。坤以为舆，刚柔卷舒。若方镜而无影，似空城而未居，促成文之画，亡灵龟之图。马丽千金之马，符明六四之符。
于是搢笏當次，依辰就席，迴地理於方珪，转天文于圆璧。分荆山之美玉，数蓝田之珉石。南行赤水之珠，北使元山之策，居东道而龙青，出西关而马白。既舒玄象，聊定金枰，昭日月之光景，乘风云之性灵。取四方之正色，用五德之相生。从月建而左转，起黄钟而顺行。阴翻则顾兔先出，阳变则灵乌独明。
况乃豫游仁寿，行乐徽音，水影摇日，花光照林，乍披图而久玩，或开经而熟寻，虽复成之于手，终须得之于心。乃有龙独衔花，金炉浮气，月落桂垂，星斜柳坠。犹豫枢机，嫌疑泾渭，顾望回惑，心情怖畏，应对坎而冲离，忽当申而取未。